# Milan Hein
Milan Hein (* 13. srpna 1946 Hranice) je český divadelní publicista, herec, moderátor a divadelní podnikatel, bratr moderátorky Marty Skarlandtové-Heinové, majitel a provozovatel pražského Divadla Ungelt.

## Život
Koncem 60. let studoval žurnalistiku na Karlově univerzitě, svá studia však nedokončil. V letech 1970 až 1973 pracoval jako herec v Těšínském divadle. Od roku 1973 pak působil jako umělec ve svobodném povolání. Od roku 1984 spolupracoval na autorských divadelních představeních v pražské Redutě se svojí sestrou, moderátorkou a tlumočnicí Martou Skarlandtovou-Heinovou.
S moderováním a konferováním začínal už v 60. letech, později spolupracoval při uvádění různých pořadů Československé televize. Během sametové revoluce působil v Československé televizi jako televizní reportér. Na počátku 90. let uváděl v České televizi pořad Nedělní ráno. V roce 1993 natočil televizní triptych rozprav s Milošem Kopeckým, nazvaný Co za to stálo..., který o rok později vyšel i knižně. Od roku 1995 je majitelem, dramaturgem a provozovatelem pražského Divadla Ungelt (v pražském Týně na Starém městě pražském).
Byl jednou z osobností, o které byl natočen v roce 2008 pořad 13. komnata České televize, kde otevřeně mluví kromě jiného o své sexuální orientaci. Dne 12. srpna 2016 u příležitosti svých 70. narozenin slavnostním obřadem stvrdil svůj osmiletý vztah s partnerem Martinem Šimkem.

## Filmografie
- 1975 – Osvobození Prahy
- 1976 – Čas lásky a naděje
- 1976 – Dobrý den, město
- 1976 – Malá mořská víla
- 1978 – Panna a netvor
- 1981 – Konečná stanice
- 1984 – Oldřich a Božena
- 1988 – Pan Tau
- 2007 – Bestiář

## Knihy
- 1993 – Co za to stálo, rozhovor s Milošem Kopeckým, nakladatelství Milan Hein, ISBN 80-901630-0-9
- 1994 – Krásně druhé, rozhovory s Hanou Heřmánkovou, Annou Wetlinskou a Martou Skarlandtovou, nakladatelství Milan Hein, ISBN 80-901630-1-7